# Mens tegen macht
Mens tegen macht (1953) is een oorlogsmonument in de Nederlandse stad Arnhem van de beeldhouwer Gijs Jacobs van den Hof.
Het monument werd in de jaren 70 ontmanteld, delen van de oorspronkelijke sokkel werden herplaatst en worden als zelfstandig monument beschouwd: De pleuranten op begraafplaats Moscowa en het Airborne-embleem aan het Airborneplein. De pleuranten genieten bescherming als gemeentelijk monument.

## Achtergrond
In september 1944 vond de slag om Arnhem plaats. Ter herinnering hieraan werd in september 1945 het Airborne-monument als voorlopig gedenkteken opgericht. Op advies van de Arnhemse beeldhouwer en academiedocent Gijs Jacobs van den Hof werd daarvoor een kapotte zuil van het Paleis van Justitie gebruikt. In 1947 kreeg hij de opdracht om een monument te ontwerpen voor de stad. Drie jaar later had hij zijn gipsmodel klaar. Zijn ontwerp bestond uit een zittende, zich afwerende bronzen mannenfiguur, geplaatst op een kalkstenen sokkel met hoekfiguren (pleuranten) die wanhoop, berusting, verdriet en vertrouwen symboliseren. Leerling Frans Coppelmans assisteerde bij de uitvoering van het werk. De mannenfiguur werd in 1952 in brons gegoten bij gieterij Binder en later dat jaar  getoond op de beeldententoonstelling in Park Sonsbeek.

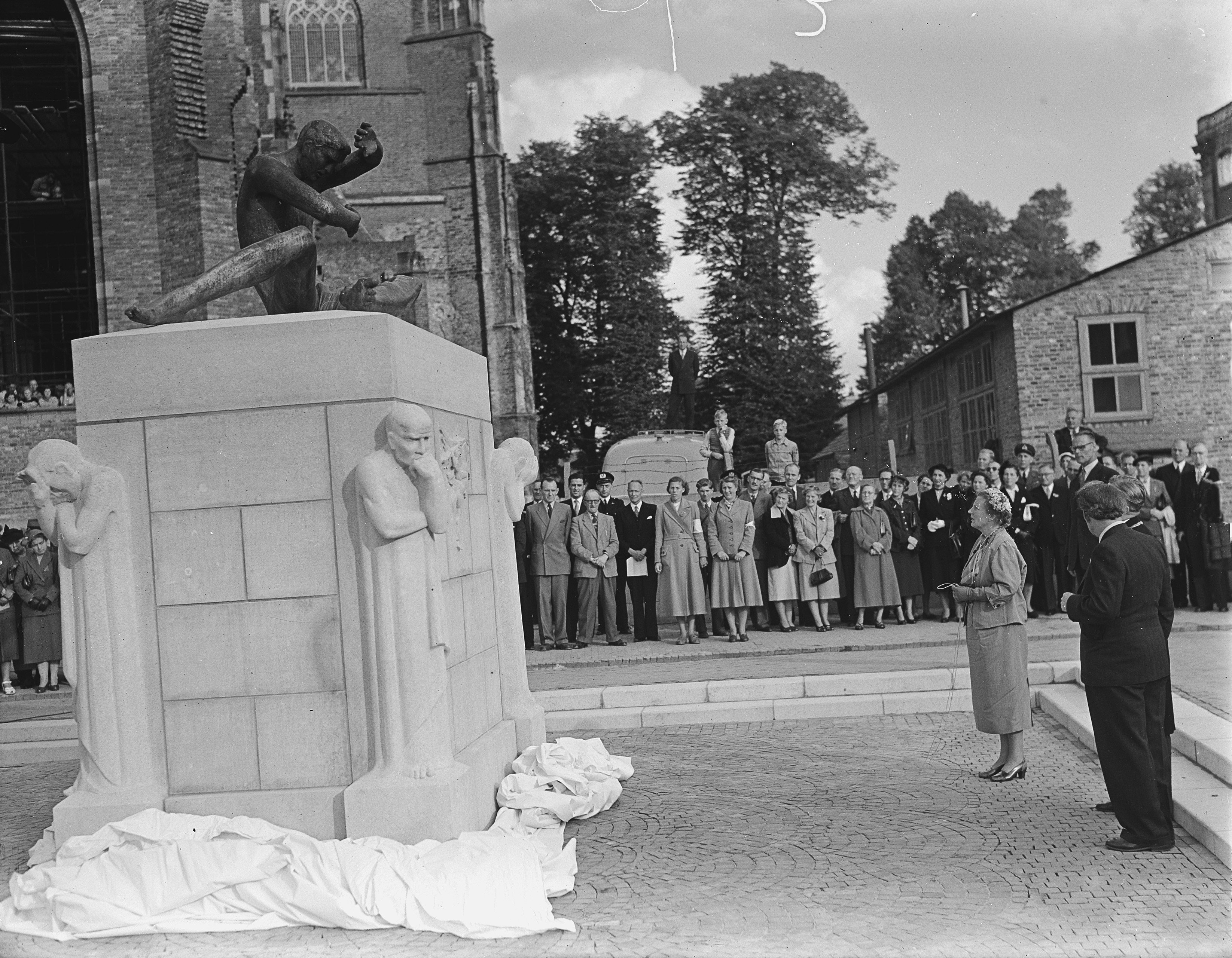
Koningin Juliana bij de onthulling (1953)

Het monument werd geplaatst aan de achterzijde van de Eusebiuskerk op een verdiept plateau. Op 17 september 1953 vond een ceremonie plaats in aanwezigheid van onder anderen generaal Urquhart, minister van Oorlog Kees Staf en commissaris van de koningin jhr. Quarles van Ufford. F.J. ten Kate, voorzitter van het oprichtend comité, sprak een rede uit, waarna burgemeester Matser het monument namens de gemeente aanvaarde. Koningin Juliana onthulde het monument door het wegtrekken van een vlag. Nadat de Koninklijke Militaire Kapel het Nederlands en Brits volkslied had gespeeld, werden kransen gelegd.
De reacties op het monument waren niet uitsluitend positief. Pierre Janssen schreef over de bronzen figuur: "De figuur is onzeker: de armen kort, de benen, vooral het rechter, erg gerekt, de verbinding tussen onder- en bovenlichaam twijfelachtig, zodat van bepaalde gezichtshoeken uit deze verbinding geheel lijkt te ontbreken. (...) de vervormingen schaden de uitdrukkingen juist, zij storen. Wellicht heeft Jacobs van den Hof deze figuur niet genoeg als totaliteit doordacht".
Ontmanteling
Al in de jaren 50 bleek dat regenwater dat vanaf de bronzen man stroomde de kalkstenen sokkel eronder kleurde. Begin jaren 70 besloot de gemeente het monument te ontmantelen. Het Airborne-embleem aan de voorzijde van de sokkel verhuisde naar het Airborneplein. De pleuranten werden opgeslagen op een terrein van gemeentewerken en later herplaatst op begraafplaats Moscowa. De bronzen man kreeg een andere sokkel, een open 'tafel', en werd op een nieuwe plek aan de westzijde van de Eusebiuskerk neergezet. Het monument verhuisde in 2018 naar het heringerichte Kerkplein, dat een jaar eerder de naam Audrey Hepburnplein had gekregen.

## Beschrijving
Het monument bestaat uit een zittende, naakte mannenfiguur van brons. Hij houdt zijn handen afwerend voor zijn hoofd en lichaam. Zijn beide benen liggen languit en zijn lichtgebogen.
Sokkel
De oorspronkelijke rechthoekige sokkel was gemaakt van Frans kalksteen. Aan de voorzijde werd in reliëf het embleem van de Britse 1e Luchtlandingsdivisie aangebracht. De vier pleuranten op de hoeken van de sokkel verbeelden de wanhoop, berusting, verdriet en vertrouwen. 

## Foto's

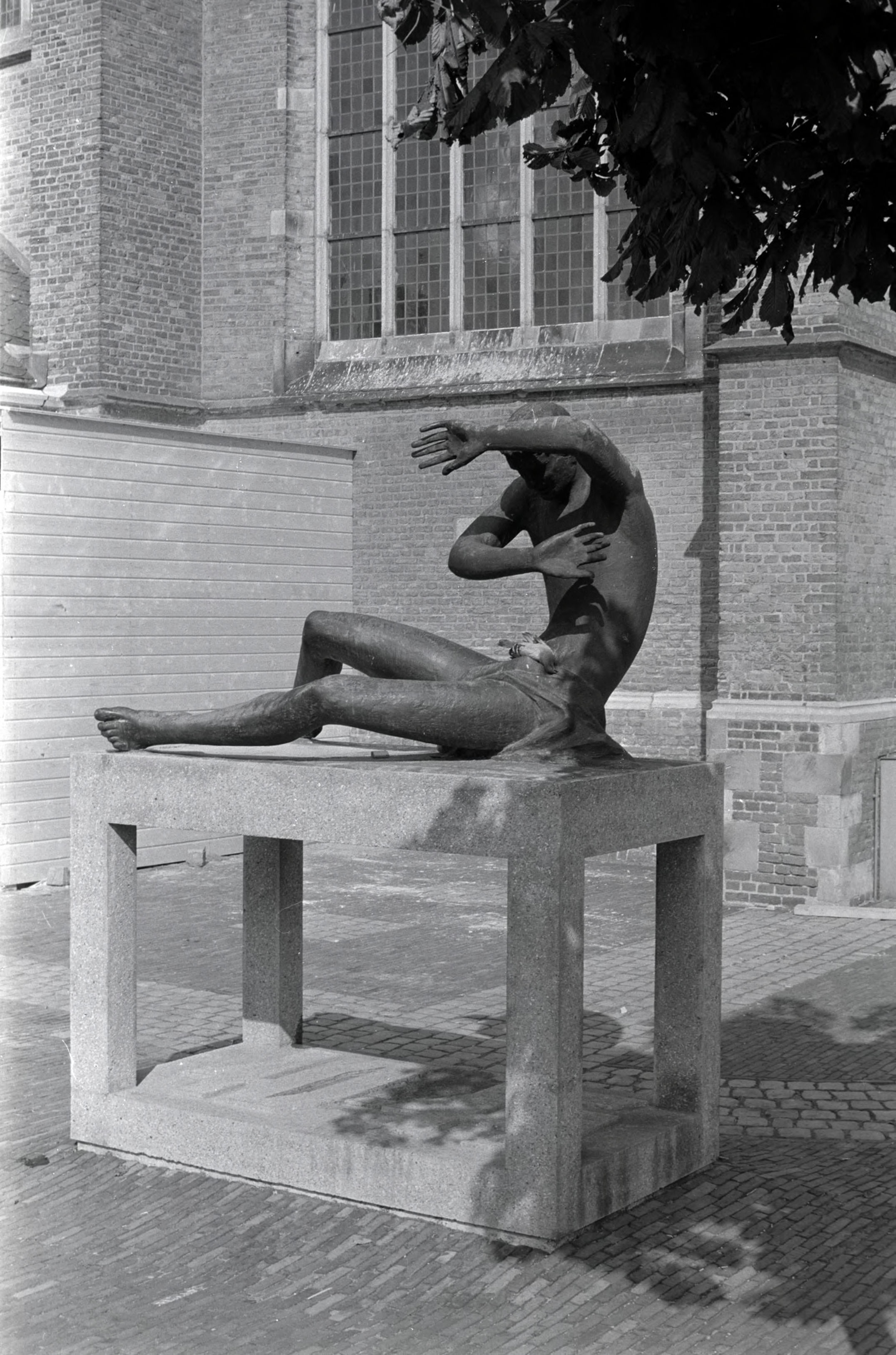
Mens tegen macht op de nieuwe sokkel
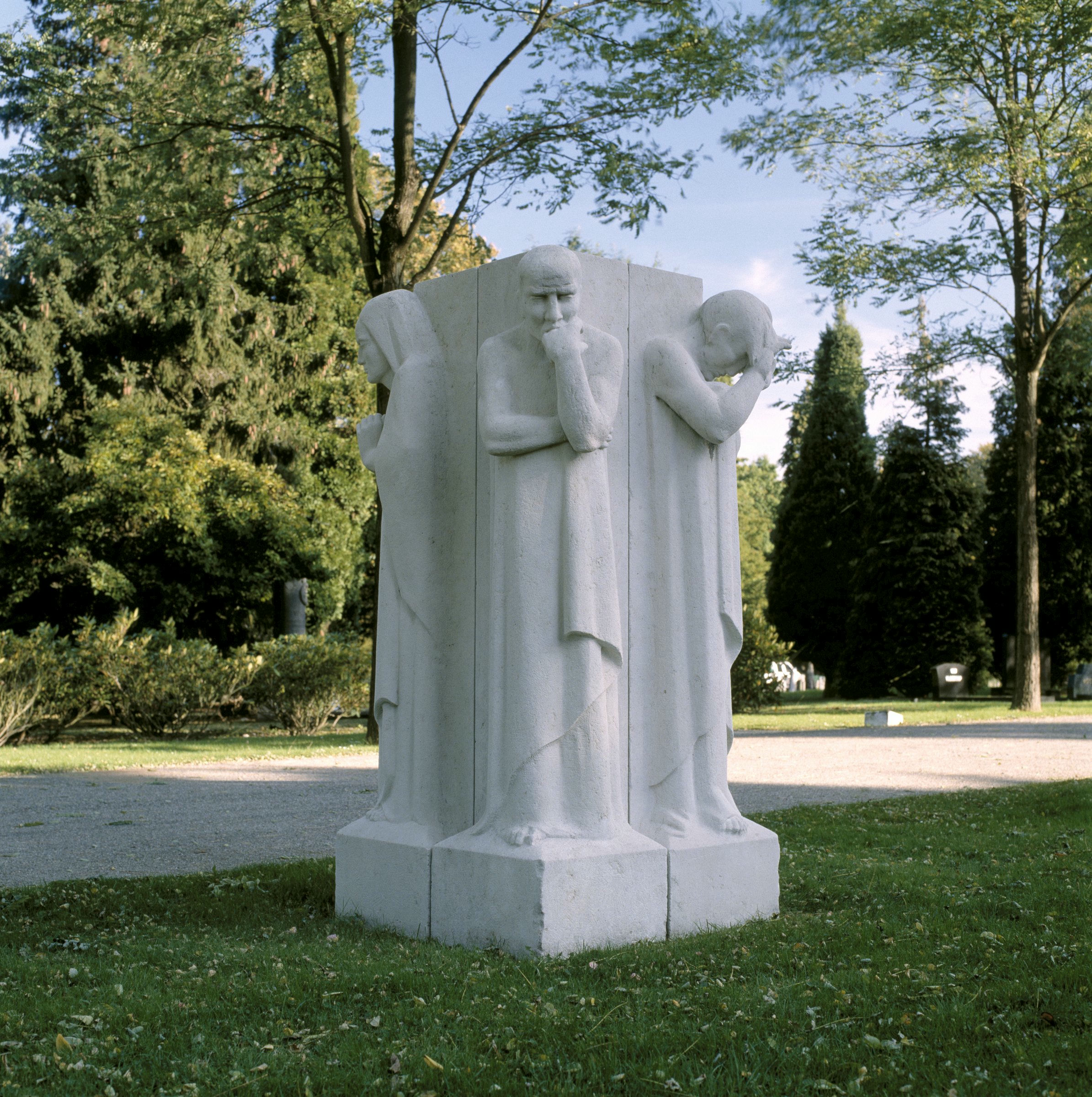
De pleuranten op Moscowa
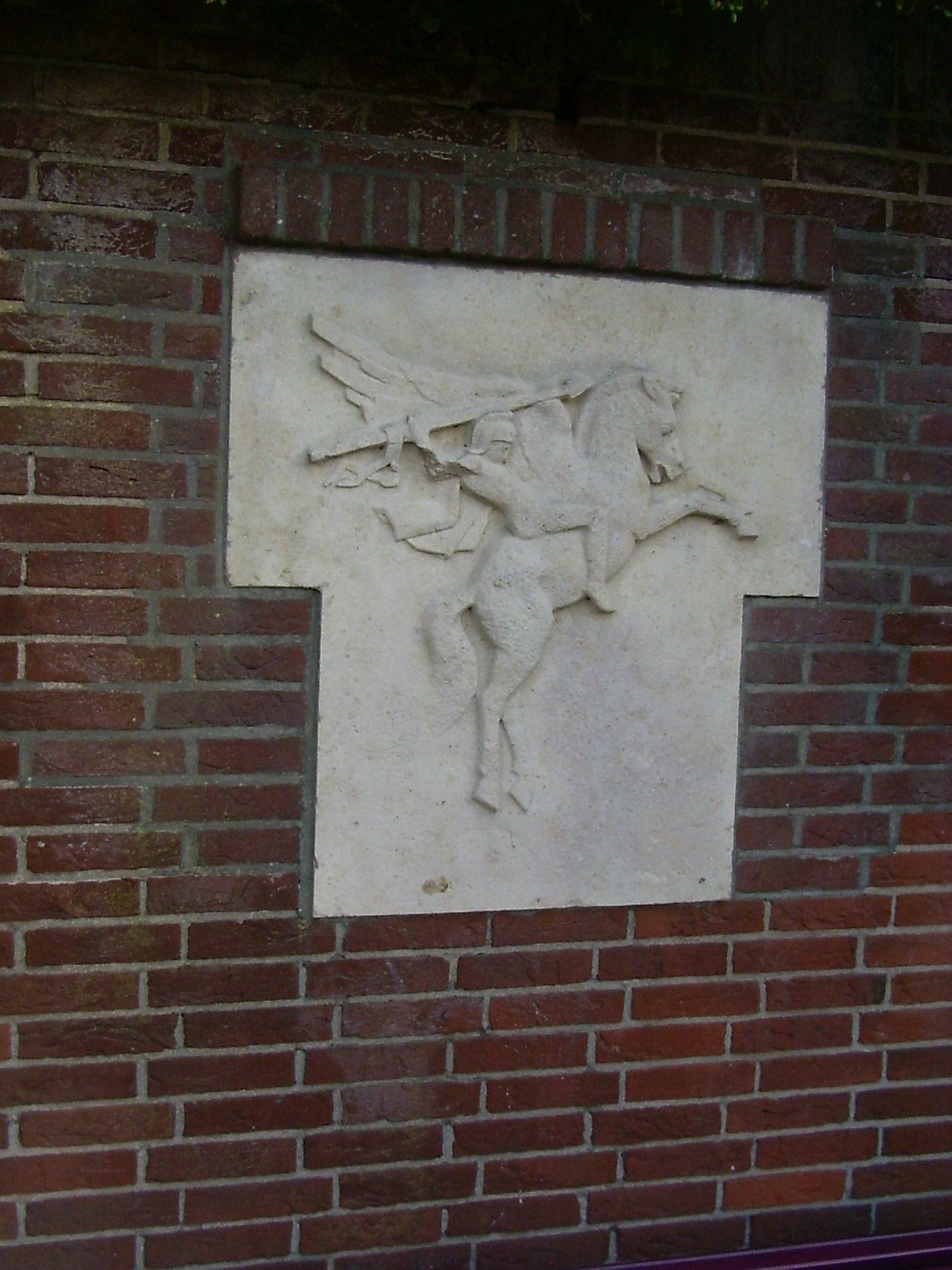
het airborne-embleem
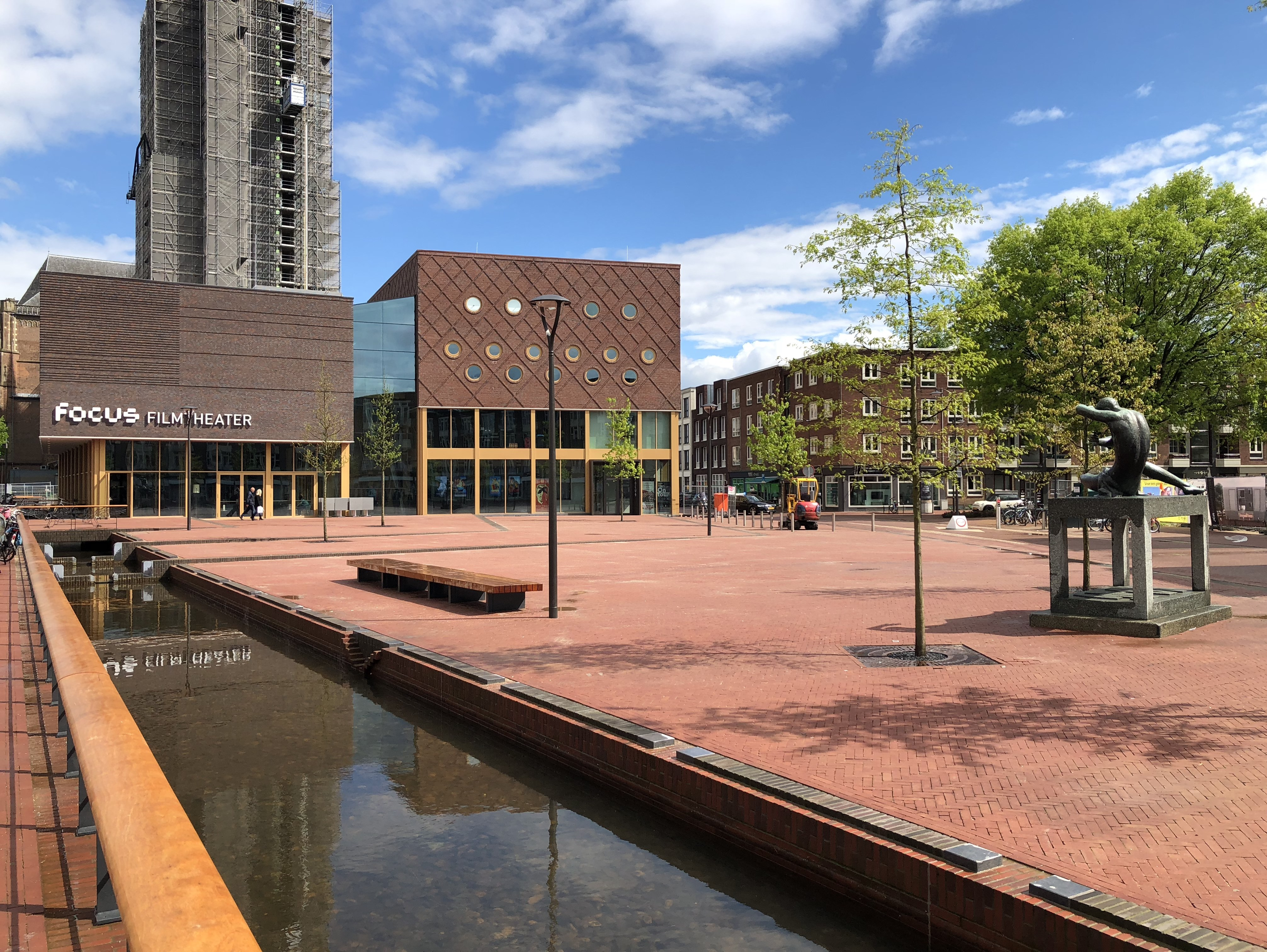
Mens tegen macht op het Audrey Hepburnplein